# Савенко Тетяна Олегівна
Тетяна Олегівна Савенко — українська самбістка, дзюдоїстка і сумоїстка, чемпіонка України, Європи та світу з самбо, чемпіонка і призерка чемпіонатів України з дзюдо, призерка першості Європи з дзюдо серед кадетів, бронзова призерка чемпіонату України з сумо, Заслужений майстер спорту України.

## Спортивні результати

### Чемпіонати України
- Чемпіонат України з дзюдо 2005 року —
- Чемпіонат України з дзюдо 2009 року —
- Чемпіонат України з дзюдо 2010 року —
- Чемпіонат України з дзюдо 2011 року —
- Чемпіонат України з дзюдо 2012 року —
- Чемпіонат України з дзюдо 2015 року —

### Етапи Кубка світу
- Баку, 2008 рік —
- Ташкент, 2010 рік —
- Ташкент, 2011 рік —
- Таллінн, 2012 рік —